# Marie-Josée Christien
Marie-Josée Christien est née en 1957 à Guiscriff. Institutrice et directrice d’école maternelle en centre-Bretagne (Motreff et Carhaix) puis à Quimper de 1994 jusqu'en 2000. Elle  a été professeur des écoles à Ergué-Gabéric, près de Quimper, de 2003 à 2015. Elle se consacre à l'écriture depuis 2015.

## Biographie
Marie-Josée Christien est poète et a publié de nombreux recueils. Elle anime la revue Spered Gouez / l'esprit sauvage qu'elle a fondée à Carhaix en 1991. Elle dirige aussi depuis 2015 la collection "Parcours" et la collection "Sources" depuis 2022 aux éditions Spered Gouez.  
Elle est traduite en allemand, en bulgare, en breton, en espagnol et en portugais et est présente dans une trentaine d’anthologies et d’ouvrages collectifs.
Elle est critique et collabore régulièrement depuis 2006 au magazine ArMen. Elle publie ses chroniques critiques et notes de lecture dans Spered Gouez / l'esprit sauvage mais aussi des revues comme Interventions à Haute Voix, Les Cahiers du Sens (2010-2020) et occasionnellement au magazine numérique Unidivers.
Elle est collagiste et  expose à l'occasion (expositions personnelles et collectives). Certains de ses collages ont été publiés. 
Depuis 2013, elle participe à des livres d'artiste avec Sophie Degano, Francis Rollet et Serge Marzin. 
La municipalité de Daoulas (Label Village en poésie attribué par le Printemps des Poètes) a donné le nom de Marie-Josée Christien à une rue du quartier du Pouligou en 2013. 
Elle fait partie du jury du Prix du roman de la Ville de Carhaix depuis sa création en 1999.  
Elle est membre de l'Association des Ecrivains  Bretons, de la Charte des Auteurs et des Illustrateurs Jeunesse (2008-2021) et de la SGDL.

## Prix et récompenses
Prix de l'édition 1999 pour Temps morts (Ed. Les Cahiers du Rhin).
Prix poésie 2002 (Fondation Paul-Ricard) pour Un monde de pierres (Ed. Blanc Silex), décerné par l'Association des Ecrivains Bretons. 
Prix des Bretons de Paris 2009, pour Les extraits du temps (Les Editions Sauvages), décerné par l'Association des Ecrivains Bretons.
En 2009, le prix Xavier Grall a été décerné  à Marie-Josée Christien pour l’ensemble de son œuvre au cours du Festival de la Parole Poétique du Pays de Quimperlé.
Elle est lauréate en 2016 du Grand Prix International de Poésie Francophone, attribué sans candidature préalable, pour l'ensemble de son œuvre et son engagement dans la promotion de l'expression poétique. 
Médaille d'or de l'Académie internationale "Mérite et dévouement français", pour services exceptionnels rendus à la collectivité humaine (décerné le 22/09/2016, sans candidature préalable). 
Lauréate en 2019 du 13ème Prix Claude-Ribouillault (en partage avec Chantal Couliou et Lydia Padellec), prix attribué à un poète "décidément inclassable" par le Printemps de Durcet dans l'Orne.  

### Poésie
- Alambic[9], encres de Laurent Noël, éditions Al Manar, 2025
- Marais secrets, en collaboration avec le photographe Yann Champeau, Les Editions Sauvages (collection Carré de création), 2022
- Gwernioù kuzhet, en collaboration avec le photographe Yann Champeau, traduction en breton par Jil Penneg, Les Editions Sauvages (collection Carré de création), 2022
- Constante de l'arbre, avec 30 photographies en couleur de Yann Champeau, Les Editions Sauvages (collection Carré de création), 2020[10]
- Affolement du sang, encres de André Guenoun, préface de Jean-François Mathé, éditions Al Manar, 2019[11]
- Entre-temps[12] précédé de Temps composés (nouvelle édition), illustrations de Marc Bernol, Les Editions Sauvages (collection Phénix), 2016
- Un monde de pierres (nouvelle édition augmentée) suivi de Steudadoù Karnag, traduction de Jil Penneg, photographie de Pascal Bodin, Les Editions Sauvages (collection Phénix), 2015
- Quand la nuit voit le jour, photographies de Yann Champeau, Tertium éditions (collection A la cime des mots), 2015
- Fenêtre sur nuit, illustrations de Babeth Leroy, Editions de la Lune bleue (tirage limité à 50 ex, numérotés et signés), 2014
- Temps morts, illustrations de Denis Heudré, préface de Pierre Maubé, Les Editions Sauvages (collection Askell), 2014
- L'attente du chat, illustrations de Laëtitia-May Le Guélaff, Les Editions Sauvages (collection Askell), 2012
- Correspondances, recueil à deux voix avec Guy Allix, Les Editions Sauvages (collection Dialogue), 2011
- Aspects du canal, sur le canal de Nantes à Brest, Sac à mots éditions, 2010
- Constellations, préface de Eve Lerner, tirage limité, Atelier de Groutel, 2010
- Les extraits du temps, préface de Guy Allix, réédition en un seul volume, Les Éditions Sauvages, 2009, Prix des Bretons de Paris 2009
- Pierre après pierre / Maen goude maen, encres de Didier Collobert, collection bilingue Galet bleu, Les Chemins Bleus/ Hentoù Glas, 2008
- Conversation de l'arbre et du vent, photographies de Jean-Yves Gloaguen, liste de référence de l'Education Nationale 2013 et 2019, Tertium éditions, 2008[13], Tapabord 2018
- Le carnet des métamorphoses, préface et illustrations de Jacky Essirard, Les Éditions Sauvages, 2007
- Lascaux et autres sanctuaires, frontispice de Marc Bernol, Jacques André éditeur, 2007
- Nul ne sait quel est ce monde, Éditions Mona Kerloff, 2006
- L’archipel intérieur, illustrations de Marc Bernol, Éditions Encres Vives, 2006
- Entre-temps, illustrations de Marc Bernol, Interventions à Haute Voix, 2004
- Sentinelle, Citadel Road Éditions, 2002. Nouvelle édition augmentée, collages de l'auteur, Les Editions Sauvages (collection Phénix), 2021
- Un monde de pierres, photographie de Pascal Bodin, Éditions Blanc Silex, 2001, Prix poésie 2002 (Espace Paul Ricard) de l'Association des Ecrivains Bretons
- Temps morts, Éditions Les Cahiers du Rhin, 1999, Prix de l’Edition 1999
- Temps composés, photographies de Marie-Claude White, Ed. Blanc Silex, 1997
- Les extraits du temps 2, Éditions IHV, 1991
- Les extraits du temps 1, aux Éditions IHV, 1988

### Autres
- A l'horizon des terres infinies (Variations sur Paul Quéré), Les Editions Sauvages (collection La Pensée Sauvage), 2019[14]
- Petites notes d'amertume, illustrations de land art de Roger Dautais, préface de Claire Fourier, Les Editions Sauvages (collection La Pensée Sauvage), 2014
- Eclats d'obscur et de lumière, illustré par quatre collages de Ghislaine Lejard, Les Editions Sauvages (collection La Pensée Sauvage), 2021[15],

## Livres d'artiste
- Marais secret, avec Laodina, collection livre pauvre de Daniel Leuwers
- Lumière de nuit 1, Lumière de nuit 2, Lumière de nuit 3 avec Sophie Degano (Fonds patrimonial de la médiathèque de Quimper)
- Secrets des marais, avec Sophie Degano (Fonds patrimonial de la médiathèque de Quimper)
- Ce temps-là (hommage à Xavier Grall), avec Sophie Degano (exemplaire unique)
- Calligraphie des flocons (exemplaire unique sous coffret), avec Sophie Degano
- Affolement du sang, avec Sophie Degano (en 3 exemplaires uniques)
- Gravure de Francis Rollet, avec poème de Marie-Josée Christien (50 ex numérotés et signés), L'Autre Rive
- Conversation de l'arbre et du vent (extrait), livre d'artiste sous coffret de Serge Marzin (10 exemplaires numérotés et signés, dont un au Fonds patrimonial de la médiathèque de Quimper), Atelier An Awen traces d'empreintes
- Frisson rouge nuit, livre pauvre avec Ghislaine Lejard
- Poème absent, poème de Marie-Josée Christien, dessins de Sophie Degano (100 exemplaires numérotés et signés sur papier velin), coédition Les Editions Sauvages et Editions ExVoto
- Affolement du sang, tiré à part en 20 exemplaires sur grand papier Arches, chacun réhaussé de trois encres originales de André Guenoun, Al Manar (1 exemplaire acquis par le Fonds patrimonial de la médiathèque de Quimper en 2020).
- Alambic, tiré à part en 12 exemplaires sur grand papier Arches, chacun rehaussé de trois encres originales de Laurent Noël, Al Manar

## Direction d'ouvrages
- Anthologie sauvage (ouvrage hors-série, Spered Gouez, 2003)
- Carhaix et le Poher, itinéraires intérieurs (ouvrage hors-série, Spered Gouez, 2004)
- Femmes en littérature (ouvrage hors-série, Spered Gouez, 2009)

## Dans les ouvrages collectifs et anthologies
- Ces lendemains qui chantent, anthologie, Les Dossiers d'Aquitaine, 2025
- In memoriam Jean-François Mathé, ouvrage collectif sous le direction de Cécile A. Holdban,  Ce qui reste, 2024
- L'Ukraine dans nos cœurs, anthologie dirigée par Pablo Poblète, éditions Unicité, 2023
- L'Athanor des Poètes, anthologie 2023 sous la direction de Danny-Marc et Jean-Luc Maxence, Le nouvel Athanor, 2023
- Colette Cosnier, Un féminisme en toutes lettres, de Patricia Godard, préface de Michelle Perrot, éditions Goater, 2022: témoignage p. 255.
- Fenêtres sur jardin, anthologie initiée et dirigée par Lydia Padellec, coédition La Lune bleue - Trouées poétiques, 2022
- Voix de femmes, anthologie de poésie féminine contemporaine, sélection de Raynaldo Pierre-Louis et Dierf Dumène, préface de Evelyne Trouillot, Plimay, 2021
- Centième anniversaire de la naissance du poète René Guy Cadou, Les Cahiers des Poètes de l'Ecole de Rochefort-sur-Loire n°15, 2020
- Portraits de Bretagne, direction et photographies de Yvon Kerninio, L'Aventure Carto, 2020
- Francis Rollet et les poètes, préface de Basarab Nicolescu, Editions L'Autre Rive (collection Rencontres), 2018
- Portraits de poètes, 120 photographies de Yvon Kervinio, L'Aventure Carto, 2018
- Paix! anthologie dirigée par Pablo Poblète, éditions Unicité, 2018
- L'anthologie des poètes sémaphoristes, direction de Bruno Geneste, Maison de la poésie du pays de Quimperlé, 2018
- Il y a quarante ans déjà ! anthologie anniversaire de la revue Interventions à Haute Voix (préface et textes), 2017
- Au fond de nos yeux #1, anthologie photographique de Yvon Kervinio, éditions L'Aventure Carto, 2017
- Glenmor, nous te souvenons, ouvrage collectif dirigé par Louis Bertholom et Bruno Geneste, Editions des Montagnes Noires, 2016
- Éloge et défense de la langue française, anthologie sous la direction de Pablo Poblète et de Claudine Bertrand, éditions Unicité, 2016
- Auteurs des péninsules, 30 portraits en Bretagne, textes d'Alain-Gabriel Monot, photographies de Catherine Le Goff, éditions Locus Solus, 2015
- Brest des écrivains, direction Alain-Gabriel Monot, éditions Alexandrines, 2014 (contribution sur Claire Fourier)
- Liberté de créer, liberté de crier, anthologie réunie par Françoise Coulmin pour le PEN club français, Editions Henry, 2014
- Appel aux riverains (anthologie 1953-2013) de Christophe Dauphin, Les Hommes sans épaules éditions, 2013
- Xavier Grall parmi les siens, ouvrage collectif sous la direction de Jacques Basse, Éditions Rafael de Surtis, 2013
- Traversée d'Océans, Voix poétiques de Bretagne et Bahia, anthologie bilingue français-portugais, traduction Dominique Stoenesco, éditions LANORE, 2012
- Chemin des Poètes 2012, Printemps de Durcet
- L'Anthologie du Festival de la Parole Poétique, Volume 1,  2012
- Grand Angle, ouvrage conçu par Eve Lerner, poèmes de Bretagne, d'Afrique de l'Ouest et des Caraïbes, L'Autre Rive, 2012
- L'Athanor des Poètes, anthologie 1991-2001 de Danny-Marc et Jean-Luc Maxence, Le Nouvel Athanor, 2011
- Zeit zum Leben / Le temps de vivre, 21 poètes de Bretagne, traduction en allemand de Rüdiger Fischer (Choix de Herri Gwilherm Kerouredan, Postface de Nicole Laurent-Catrice), Éditions En Forêt / Verlag Im Wald, 2010
- L'expérience Poétique, regards croisés de cinquante et un poètes contemporains, Saraswati, 2009
- Visages de poésie, Anthologie Tome 2, Portraits au crayon & Poèmes dédicacés de Jacques Basse, Rafael de Surtis Éditeur, 2009
- Poesia francesa de la region de Bretana, anthologie bilingue, sélection de Chantal Bideau, traduction en espagnol de Silvio Mattoni, Vox, Argentine, 2009
- Promenades littéraires en Finistère, Nathalie Coullioud, Coop Breizh, 2009
- En Bretagne ici et là : 40 lieux 40 auteurs, Éditions Keltia Graphic, 2008
- L'Année poétique 2008, anthologie Seghers
- Le chant des villes, anthologie, Interventions à Haute Voix, Chaville (92), 2006
- Cinq voix de Bretagne, présentation de Jacqueline Saint-Jean, Encres Vives, 2007
- L'autre, Expression Culturelle Éditeur, Cognac, 2007
- Poésie de Bretagne, anthologie en bulgare, traduction par Anélia Véléva, Editions Plamak, Sofia, 2003
- Poésie de Bretagne aujourd'hui, anthologie de Max Pons, La Barbacane 2002
- Usage de Salah Stétié, ouvrage collectif, Éditions blanc Silex, 2001
- Xavier Grall, lisière d'un voleur de feu, Jean-Yves Guigot, Éditions Blanc Silex, 1999
- Glenmor, terre insoumise aux yeux de sel, ouvrage collectif, Éditions Blanc Silex, 1997
- Mille poètes mille textes brefs, L'Arbre à Paroles, Belgique, 1997
- Avec Paul Quéré sur les chemins du hasard, Éditions Quimper est Poésie, 1993
- Bretagne, lieu des extrêmes rencontres, Éditions L'Encrier, Mundolsheim, Alsace, 1992
- Poésie en/der Bretagne, AVA, Andernach, Allemagne, 1992

## Sur Marie-Josée Christien
Articles et dossiers
Dictionnaire des écrivains bretons du XXe siècle (direction Marc Gontard, professeur de littérature française à l'Université Rennes 2), Presses universitaires de Rennes 2002 :« Poésie profonde et contemplative, faite d'interrogations métaphysiques sur le temps, l'espace, la création, les éléments, le sacré. Le découpage rappelle Guillevic, mais l'inspiration est différente, plus abstraite, moins sombre. (p. 56.  (ISBN 2-86847-702-X)) »
Dossier dans la revue Hopala! n°8 (2001): entretien avec Jean-Yves Le Disez, extraits de Un monde de pierres. 
Dossier dans la revue Spered Gouez / L'esprit sauvage n°13 (2006): contributions de Yann Faou, Bernard Berrou et Jeanpyer Poëls, entretien avec Yann Faou, photos.
Dossier dans la revue 7 à Dire n°56 (mai-juin 2013). 
Entretien avec Karim Cornali sur Francopolis (avril 2014)
Marie-Josée Christien, pour un portrait, article de Gérard Cléry dans Quimper des écrivains (direction Alain-Gabriel Monot), Editions Alexandrines, 2016 
Marie-Josée Christien dans la revue Possibles, n°55, mai 2020,  articles critiques de Pierre Perrin 
La littérature bretonne de langue française, sous la direction de Pascal Rannou (Yoran embanner, 2020) : paragraphes dans les articles de Pascal Rannou p. 19 et p. 383 et 384.  
Poètes en Bretagne de Pierre Tanguy (Les Editions Sauvages, 2021) : cinq articles lui sont consacrés, p. 56 à 63.  
Elle est présentée dans l'ouvrage collectif Femmes de lettres en Bretagne (éditions Goater, 2021), p. 214.   
Le passage des mots, article de Yann Rivallain,  catalogue et site du 31ème Festival du livre de Carhaix, 2020. . Article reproduit dans Le Poher n° 1286 du 21 au 27 octobre 2020.
Marie-Josée Christien est présente dans Terre à Ciel des poètes (anthologie de Cécile Guivarc'h  sur la revue numérique Terre à Ciel), juillet 2021 : 
Un choix de textes de Marie-Josée Christien est publié sur la revue numérique Recours au poème n°219 (mars-avril 2023)
12 poètes contemporaines de Bretagne de Marie-Hélène Prouteau, Les Editions Sauvages 2023, lui consacre une étude, p 19 à 26. 
Ouvrages sur Marie-Josée Christien
Chiendents (cahier d'arts et de littératures) n°118 lui est consacré sous le titre Marie-Josée Christien, La poésie pour viatique : présentation et entretien par Gérard Cléry, articles de Guy Allix, Bruno Sourdin, Michel Baglin et Jacqueline Saint-Jean, lectures de Luc Vidal et Jean Chatard, mars 2017,
Marie-Josée Christien passagère du réel et du temps (anthologie, biographie, portrait, articles et commentaires), Editions Spered Gouez (collection Parcours), janvier 2020
Emissions de radio
Archives sonores (mai 2010): une émission de La Fabrique du Poème, produite par Eve Lerner et L'Autre Rive sur le site de la radio associative La Compagnie des Ondes lui est consacrée, avec entretien et lecture.
Entretien avec Étienne Gasche sur la radio associative AlterNantes FM
Radio Occitania, émission "Les Poètes" du 27 mai 2020 : Christian Saint-Paul lit et commente Affolement du sang. 
Bretagne 5, émission "Page Blanche" du 8 juillet 2022. Entretien d'une heure avec Michel Philippo. 
RCF Bretagne sud, émission "Contes et poésie" du 15 avril 2023. Marie-Josée Christien lit un large extrait de "Marais secrets".